# Extrapolation
Extrapolation ist in der Mathematik und Wirtschaft die Fortführung einer Zeitreihe über den letzten beobachteten Zeitpunkt oder Wert hinaus, vorwärts oder rückwärts, also eine Schätzung anhand der beobachteten Entwicklungstrends.

## Gebrauch in der Mathematik
In der Mathematik ist die Extrapolation ein „Verfahren zur Beschleunigung der Konvergenz einer gegebenen Folge gegen den gesuchten Grenzwert“. Eine statistische Extrapolation bezeichnet man auch als Hochrechnung. 
Eine andere Herangehensweise ist die Interpolation, bei der innerhalb des Bereichs gesicherter Werte (ggf. auch gesicherter Erkenntnisse) das Verhalten auch für Fälle beschrieben wird, die nicht untersucht wurden. Meist setzt die Extrapolation eine Interpolation voraus wie im Falle der Richardson-Extrapolation zur numerischen Differentiation. Hierbei wird durch einige Stützstellen ein Interpolationspolynom gelegt und dann der Wert des Interpolationspolynoms bei dem zu errechnenden Wert bestimmt. Dies gilt als sinnvoll, wenn die einzelnen Berechnungen der Funktionswerte nahe dem Grenzwert immer aufwändiger werden und es somit von der Komplexität her als nicht vertretbar erscheint, sehr nah an den Grenzwert heranzugehen. Um den Extrapolationsfehler klein zu halten, gilt es allerdings als notwendig, gewisse Kriterien für die Wahl der Stützstellen festzulegen. Dabei zeigt sich, dass der Quotient der aufeinanderfolgenden Abstände der Stützstellen zum Grenzwert einer festen Zahl kleiner 1 ist.
Eine Anwendung dieser Vorgehensweise ist bspw. die Romberg-Integration, zur Berechnung des numerischen Werts eines Integrals.
Man kann Extrapolation auch zur Berechnung des Grenzwertes von Folgen und Reihen verwenden. Im Falle von divergenten Reihen nennt man entsprechende Extrapolationsverfahren auch Summationsverfahren. Die Trendextrapolation versucht, anhand vergangener Zeitreihen die zukünftige Entwicklung (Trend) vorauszusagen.

## Anwendungsbeispiele
Es wird unterstellt, dass ein Fahrzeug eine gerade Strecke von 1000 Metern in 1 Minute zurücklegt. Wenn angenommen wird, dass das Fahrzeug seine Geschwindigkeit nicht verändert, kann man linear interpolieren und berechnen, an welchem Ort sich das Fahrzeug nach 0,5 Minuten befunden hat – nämlich 500 Meter vom Anfangsort entfernt. Angenommen, das Fahrzeug ändert seine Geschwindigkeit auch weiterhin nicht, kann man extrapolieren, dass es nach 1,5 Minuten 1500 Meter vom Anfangsort entfernt sein wird. Da aber verschiedene Annahmen erforderlich sind, um das weitere Verhalten über den ursprünglichen Verlauf der Fahrt hinaus zu beschreiben, ist eine Extrapolation ggf. mit einer großen Unsicherheit behaftet. Wenn das Fahrzeug beispielsweise nach 1000 m anhält, stimmt das Ergebnis nicht mehr. Das gilt auch für die Trendextrapolation, bei der angenommen wird, dass die in der Vergangenheit wirksamen trendbildenden Faktoren auch in der Zukunft in gleicher Weise vorhanden sein werden.
Weitere Beispiele für Extrapolation sind u. a.:
- Rückschluss aus der bisherigen Zeit für die bereits bearbeiteten Elemente auf die Gesamtzeit für alle Elemente.
- Rückschluss aus dem bisherigen Wachstum eines Kindes auf die spätere Körpergröße.
- Rückschluss aus den an der Erdoberfläche aufgeschlossenen Gesteinen und geologischen Strukturen auf die Lagerung derselben im Untergrund.
- Rückschluss aus den heutigen physikalischen/astronomischen Verhältnissen auf den Urknall.
- Rückschluss aus den gewichteten vergangenen Werten auf zukünftige Werte (exponentielle Glättung).
- Rückschluss nach dem Gesetz von Charles (1787) und Gay-Lussac (1808) auf den absoluten Nullpunkt von −273,15 °C (0 K) (siehe Thermische Zustandsgleichung Idealer Gase).
- Prognosen der Bevölkerungsentwicklung über einen sehr langen Zeitraum (z. B. für das Jahr 2100) hinweg, die allein auf Annahmen und ungesicherten Zahlen, die aus der aktuellen Entwicklung gefolgert werden, basieren.
- Prognosen zur Entwicklung des Weltklimas bzw. der globalen Erwärmung.

## Gebrauch in der Literatur
Die Science Fiction and Fantasy Writers of America definiert Extrapolation in der Science Fiction als „Fortspinnen“ von wissenschaftlichem Faktenwissen, sodass eine Handlung um eine absehbare technische, soziale oder sonstige Entwicklung gebaut werden kann. Als moderne Beispiele nennt Science-Fiction-Autorin Joan Slonczewski die Werke von Michael Crichton (technische Extrapolation), von Ursula K. Le Guin (sozialwissenschaftliche Extrapolation) und sich selbst (ökologische Extrapolation; Slonczewski ist Biologin). Die Verwendung von harten Daten ist auch ein essentielles Kriterium zur Unterscheidung von Science Fiction und Fantasy.